# Золотуево
Золотуево — упразднённое в 2021 году село  в Карымском районе Забайкальского края России. Входило в состав сельского поселения «Кадахтинское». 

## География
Расположено менее чем в 1 километре на северо-восток от села Кадахта к северу от железной дороги. До районного центра, Карымского, 7 км. До Читы 95 км.

## История
Основано в 2013 году путем выделения северо-восточного массива села Кадахта в отдельный населённый пункт.
Закон Забайкальского края от 25 декабря 2013 года № 922-ЗЗК «О преобразовании и создании некоторых населённых пунктов Забайкальского края»:

Преобразовать следующие населённые пункты:
5) на территории Карымского района село Кадахта путём выделения, не влекущего изменения границ сельского поселения «Кадахтинское», сельских населённых пунктов с отнесением их к категории сел с предполагаемыми наименованиями — Северная Кадахта и Золотуево

В 2021 году включено в состав села Кадахта.

## Население
Население занято обслуживанием железной дороги и работой в личных подсобных хозяйствах. Данных о численности населения нового села пока нет.